# Parafia św. Jana Chrzciciela w Mostach Prawych
Parafia św. Jana Chrzciciela w Mostach Prawych – rzymskokatolicka parafia znajdująca się w diecezji grodzieńskiej, w dekanacie Mosty, na Białorusi.

## Historia
Pierwszy kościół w Mostach ufundowała w 1539 królowa Polski Bona Sforza. Był on wówczas pw. Zwiastowania NMP. W XVII w. podczas wojen z Moskwą został on spalony. Odbudowano go z funduszy króla Polski Augusta III Sasa. Przyjął on wówczas obecne wezwanie.
Proboszcz mostowski ks. Andrzej Czepowicz był naczelnikiem okręgowym podczas powstania styczniowego, za co po stłumieniu zrywu został skazany przez sąd carski na zsyłkę.
W okresie międzywojennym parafia należała do dekanatu Łunna archidiecezji wileńskiej. Przed wybuchem II wojny światowej liczyła około 2400 wiernych. W czasach komunizmu parafia funkcjonowała. Co najmniej do 1950 mieszkał przy niej kapłan. W 1960 drewniany kościół został zniszczony, według różnych źródeł przez władze lub w wyniku pożaru. Okres komunizmu przetrwała niewielka kaplica cmentarna.
Po upadku Związku Sowieckiego przystąpiono do budowy nowego kościoła. W 1992 nuncjusz apostolski w Związku Sowieckim abp Francesco Colasuonno poświęcił kamień węgielny. Rok później odbyło się poświęcenie świątyni.

## Bibliografia

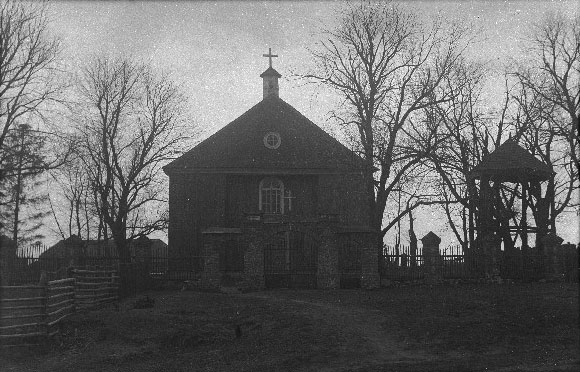
Dawny kościół w Mostach Prawych zniszczony w okresie ZSRS